# صموئيل كامبل
صموئيل كامبل (بالإنجليزية: Samuel Campbell)‏ هو قاضي ومحامي وسياسي أمريكي، ولد في 11 يوليو 1773 في مانسفيلد في الولايات المتحدة، وتوفي في 2 يونيو 1853 في كولومبوس في الولايات المتحدة. حزبياً، نشط في الحزب الجمهوري الديمقراطي. وقد انتخب عضو جمعية ولاية نيويورك وانتخب عضو مجلس النواب الأمريكي.